# Sistema de control distribuido
Un Sistema de procesos Distribuido o SCD, más conocido por sus siglas en inglés DCS (Distributed Control System), es un sistema de control aplicado a procesos industriales complejos en las grandes industrias como petroquímicas, papeleras, metalúrgicas, centrales de generación, plantas de tratamiento de aguas, incineradoras o la industria farmacéutica. Los primeros DCS datan de 1975 y controlaban procesos de hasta 5000 señales. Las capacidades actuales de un DCS pueden llegar hasta las 250.000 señales.

## Características
Los DCS trabajan con una sola base de datos integrada para todas las señales, variables, objetos gráficos, alarmas y eventos del sistema. En los DCS la herramienta de ingeniería para programar el sistema es sólo una y opera de forma centralizada para desarrollar la lógica de sus controladores o los objetos gráficos de la monitorización. Desde este puesto de ingeniería se cargan los programas de forma transparente a los equipos del sistema.
La plataforma de programación es multi-usuario de forma que varios programadores pueden trabajar simultáneamente sobre el sistema de forma segura sin conflictos de versiones. Todos los equipos del sistema (ordenadores, servidores, controladores) están sincronizados contra un mismo reloj patrón, de forma que todas las medidas, alarmas y eventos tienen una misma marca de tiempo.El software de control DCS dispone de herramientas para la gestión de la información de planta, integrándola verticalmente hacia la cadena de toma de decisiones y otros sistemas ubicados más arriba en la jerarquía de la producción.

## Niveles de control en un DCS
Un DCS aborda la complejidad de los procesos industriales dividiendo en cuatro niveles funcionales su alcance.
Nivel de Operación. Este nivel es el de interacción del sistema con los operadores de la planta y es donde se encuentran los sistemas informáticos para la monitorización del proceso y adquisición de la información en tiempo real, que se almacena en la base de datos transformándola en datos históricos para análisis posteriores. Este nivel gestiona además el intercambio de información con otros sistemas de mantenimiento y planificación de la producción.
Nivel de control. En un DCS la responsabilidad del control de las diferentes partes funcionales del proceso, se asignan a varios controladores locales distribuidos por la instalación, en lugar de centralizar estas funciones en un solo punto. Los controladores están conectados entre sí y con las estaciones de operación mediante redes de comunicación.
Nivel módulos de Entrada/Salida. Los módulos de entradas/salidas para señales cableadas, se distribuyen por la instalación, es lo que se denomina "periferia descentralizada", esto ahorra tiradas de cables de señal aproximando la electrónica del control hasta los elementos de campo. Estos módulos de entrada/salida se comunican con los controladores mediante protocolos específicos o de bus de campo (en inglés "fieldbus") para garantizar los tiempos de comunicación entre controlador y periferia en unos tiempos mínimos, del orden de milisegundos, adecuados a las necesidades del proceso. El bus de campo más extendido en Europa es el Profibus (tanto en sus variantes DP como PA) y en los países de influencia americana es el Fieldbus Foundation o FF.
Nivel de elementos de campo. Desde el año 2000, ha ido creciendo la necesidad de integrar directamente los instrumentos y los actuadores en los buses de campo del SCD, de forma que estos equipos son en realidad una extensión natural del nivel anterior. Estos equipos permiten funcionalidades adicionales como gestionar su mantenimiento o configurar sus parámetros de comportamiento de forma remota desde el nivel de operación. Los instrumentos de este nivel deben ser compatibles con el bus de campo elegido, ya sea Profibus, Fieldbus Foundation u otro. También existe la posibilidad de integrar instrumentos con protocolo HART como alternativa al bus de campo.

## Redundancia
Todo DCS lleva implícitas las características de robustez y fiabilidad, por ello dispone de redundancia en todos los niveles antes descritos: equipos informáticos redundantes, controladores redundantes, redes de comunicación y buses redundantes, módulos de entrada/salida redundantes y así sucesivamente. Esta redundancia permiten alcanzar un factor de disponibilidad Superior al 99,96%, muy superior a los sistemas de control convencionales.
también este dispositivo nos va a permitir comunicar a grandes distancias sin que la señal sea dañada por el ruido o algún otro elemento.